# Droits de l'homme aux Émirats arabes unis
Les droits de l'homme aux Émirats arabes unis ne sont pas suffisamment respectés, selon bon nombre d'observateurs et d'organisations internationales spécialisées. En particulier, la liberté d'expression n'y est pas assurée. Les droits des travailleurs étrangers, qui sont particulièrement nombreux dans le pays, sont également insuffisamment respectés. Ces accusations sont toutefois rejetées par le pouvoir en place.

## Atteintes à la liberté d'expression
Depuis 2011, par crainte d'une contagion des mouvements révolutionnaires d'une partie du monde arabe, les autorités émiraties se montrent de plus en plus sévères pour faire taire toute opposition au régime monarchique en place. En 2014, des opposants pacifistes au gouvernement ont été condamnés par la justice à des peines de prison. Plusieurs ont déclaré avoir été torturés. Ces exactions sont régulièrement dénoncées par des organismes internationaux comme Human Rights Watch ou Amnesty International,,.
Le pouvoir émirati rejette toutefois ces accusations, et affirme au contraire en novembre 2014 « œuvrer continuellement à l'amélioration des droits de l'Homme ».
En 2018, la fille du souverain de Dubaï, Latifa Al Maktoum, a été arrêtée parce qu'elle tentait de fuir le pays. En 2019, elle a envoyé des messages vidéo secrets à des amis accusant son père de la tenir « en otage » et disant craindre pour sa vie. Les Nations unies envisagent de scruter les Émirats arabes unis sur cette détention illégale, qui met en évidence la question des privilèges des femmes[pas clair] dans les pays du Golfe.
En février 2021, Mary Lawlor, avocate des droits de l'homme, a appelé à la libération de défenseurs des droits humains, qui purgeaient des peines de prison à long terme aux Émirats arabes unis. Elle a déclaré qu'« émettre des peines de prison à long terme aux défenseurs des droits de l'homme, dans le cadre de leurs travaux relatifs aux droits de l'homme, est une pratique qui ne peut pas continuer et est une question à laquelle je donnerai la priorité au cours de mon mandat ». De plus, les autorités émiraties ont violé de nombreuses normes internationales et des normes relatives aux droits de l'homme dans la maltraitance des défenseurs des droits de l'homme.
En décembre 2023, Amnesty International et d'autres organisations de défense des droits humains accusent le gouvernement des Émirats arabes unis de poursuivre des militants pour les droits humains pour « terrorisme » dans le but de les réduire au silence. 87 Émiratis (dont Ahmed Mansoor et Mohammed al-Roken (en)) sont ainsi jugés par la justice pour soutien et financement à une organisation terroriste dans un procès à huis clos. Ce procès se déroule pendant la COP28 qui a lieu aux Émirats,,.
En mars 2024, une déclaration conjointe des ONG Mena Rights Group, Emirates Detainees Advocacy Center, Amnesty International et Human Rights Watch exhorte les Émirats arabes unis à libérer rapidement et à annuler la peine du militant jordanien Ahmed Al-Atoum, qui est détenu depuis 2020 pour avoir critiqué la Jordanie et la corruption qui y règne.
43 émiratis ont été condamnés à la prison à vie pour terrorisme aux ÉAU en juillet 2024. Le procès a fait face à des critiques généralisées de la part des experts des Nations Unies et des ONG des droits de l'homme, qui a accusé le pays de réprimer les dissidents. Selon Human Rights Watch et Amnesty International, la plupart des accusés avaient déjà été emprisonnés depuis plus de dix ans après leur condamnation lors du procès « ÉAU 94» en 2013, qui impliquait 94 personnes qui auraient été liées aux Frères musulmans,.
L'American Center for Justice, une organisation internationale des droits de l'homme, ont indiqué que les ÉAU avaient condamné l'homme d'affaires yéménite, Abdullah Ali Abdulwahab, à 15 ans de prison dans des circonstances peu claires et sans procédures juridiques transparentes. Sa condamnation était liée à son expression publique d'opinions sur Facebook en 2022, où il a critiqué le bombardement des forces de l'armée yéménite par les ÉAU à l'entrée de la ville d'Aden en 2019. De plus, le 2 février 2024, l'organisation ACJ a exhorté les autorités des Émirats à libérer immédiatement Abdulwahab.
En décembre 2024, les autorités libanaises ont arrêté l’activiste égyptien et critique virulent des Émirats arabes unis, Abdulrahman al-Qaradawi, en exécution d’un mandat égyptien. Les Émirats arabes unis ont demandé son extradition, mais Amnesty International a exhorté le Liban à rejeter cette demande,. Le 8 janvier 2025, al-Qaradawi a été extradé vers les Émirats arabes unis, où il a été immédiatement détenu et soumis à une disparition forcée. En mars 2025, des experts de l’ONU ont appelé les Émirats à révéler son lieu de détention, après plus de 90 jours de disparition forcée et d’isolement cellulaire. En avril 2025, l’avocat d’al-Qaradawi, Rodney Dixon, a saisi la justice britannique, qualifiant l’affaire d’« enlèvement à la vue de tous » et appelant à une enquête sur le ministère de l’Intérieur des Émirats, le Premier ministre libanais Najib Mikati et la société Royal Jet LLC. En avril 2025, plus de 30 organisations de défense des droits humains ont exhorté le Royaume-Uni et l’Union européenne à intervenir en faveur d’Abdulrahman al-Qaradawi, affirmant que son cas reflète une répression transnationale, dans laquelle des États coopèrent pour réprimer la dissidence au-delà de leurs frontières. Après plus de 200 jours de disparition forcée, près de 28 organisations de défense des droits humains ont appelé les autorités émiraties à le libérer immédiatement et à mettre fin à cette disparition. Elles ont également demandé aux Émirats de garantir son bien-être physique et mental, tout en lui permettant d’avoir accès à l’avocat de son choix.

## Torture et mauvais traitements
En juillet 2012, les Émirats ont ratifié la convention des Nations Unies contre la torture. Toutefois, le respect de cette convention reste sujet à caution : en février 2014, le rapporteur spécial des Nations unies sur l'indépendance des magistrats et des avocats évoque « de graves violations des droits de l'homme dans les prisons » et interpelle les autorités émiraties sur des cas de tortures et de mauvais traitements.
Cas extrême, Issa bin Zayed Al Nahyan (en) est un membre de la famille royale qui a torturé et abusé de nombreux ouvriers. Il a roulé sur l'une de ses victimes en voiture et a employé un aiguillon électrique destiné au bétail (en) comme instrument de torture.
Les Émirats arabes unis participent à des opérations militaires au Yémen, en particulier contre l'État islamique au Yémen. Ils sont accusés par plusieurs organisations (Associated Press et Human Rights Watch) d'avoir recours à la torture dans plusieurs bases secrètes situées sur le territoire yéménite. Les États-Unis donnent une liste de questions et récupèrent les réponses mais disent ne pas participer aux sessions de torture. Plus de 2 000 personnes auraient disparu dans ces bases secrètes.
Le 1er octobre 2020, le général émirati Ahmed Naser Al-Raisi, candidat à la présidence d'Interpol, est accusé d'être responsable de la torture de Matthew Hedges, un citoyen britannique accusé d'être un agent du MI6, les services secrets britanniques. Un autre cas de torture d'un citoyen britannique est documenté.En octobre 2021, une plainte de torture a été déposée contre le général Al-Raisi à Paris. En novembre 2024, Al-Raisi a visité Glasgow pour l'Assemblée générale annuelle d'Interpol. Avant son arrivée, Mathew Hedges et Ali Issa Ahmad, qui ont tous deux subi une torture approfondie aux ÉAU, ont exhorté la police écossaise à enquêter davantage sur l'affaire. Al-Raisi, qui était responsable des services de sécurité de l'État à l'époque, a été impliqué dans la torture des deux ressortissants britanniques par la police émiratie. Hedges et Ahmad ont soumis une plainte pénale, étayée par des preuves, à la police écossaise contre Al-Raisi. L'affaire a été déposée sous juridiction universelle, permettant à l'Écosse de intenter une action en justice contre Al-Raisi.
Les Émirats arabes unis condamnent en 2021 Ahmed Mansoor à dix ans de prison pour avoir défendu les droits de l'homme. Il est alors détenu sans contact humain dans une cellule de quatre mètres carrés, sans radio, télévision ni livre.
En juillet 2021, Human Rights Watch et le Gulf Centre for Human Rights (GCHR) font part de leurs préoccupations sur le bien-être de Mansoor, après que sa lettre privée détaillant ses mauvais traitements en détention et son procès déloyal a été publiée par un site d'information arabe londonien,. Selon une source informée, à la suite de la publication de la lettre, les autorités émiraties ont transféré Mansoor dans une cellule plus petite et plus isolée, lui ont refusé l'accès aux soins médicaux et confisqué ses lunettes de lecture. Il a aussi été confirmé que Mansoor était la cible du logiciel Pegasus, utilisé par les Émirats arabes unis.
En septembre 2021, le Parlement européen adopte une résolution, par 383 voix pour, 47 contre et 259 abstentions, appelant à un boycott de l'exposition universelle de Dubaï en 2020 en raison des violations de droits de l'homme et en particulier les arrestations de Mansoor et Nasser bin Ghaith, et l'extradition de Loujain Al-Hathloul.
Ghazwan Abdel-Jeleel, un citoyen canadien, a été détenu dans une prison des EAU pendant 10 mois sous des accusations d'agression, sans procédure régulière ni condamnation. Il a été emprisonné à la prison d'Al Sadr à Abu Dhabi. Après son expulsion, le récit d'Abdel-Jeleel a révélé qu'il avait été privé de soins médicaux pour le Trouble de stress post-traumatique (TSPT), l'apnée du sommeil et le diabète. Plutôt que de poursuivre un procès, il a lancé une pétition gouvernementale, espérant provoquer des politiques plus efficaces et des réformes systémiques,.

## Droits des travailleurs migrants

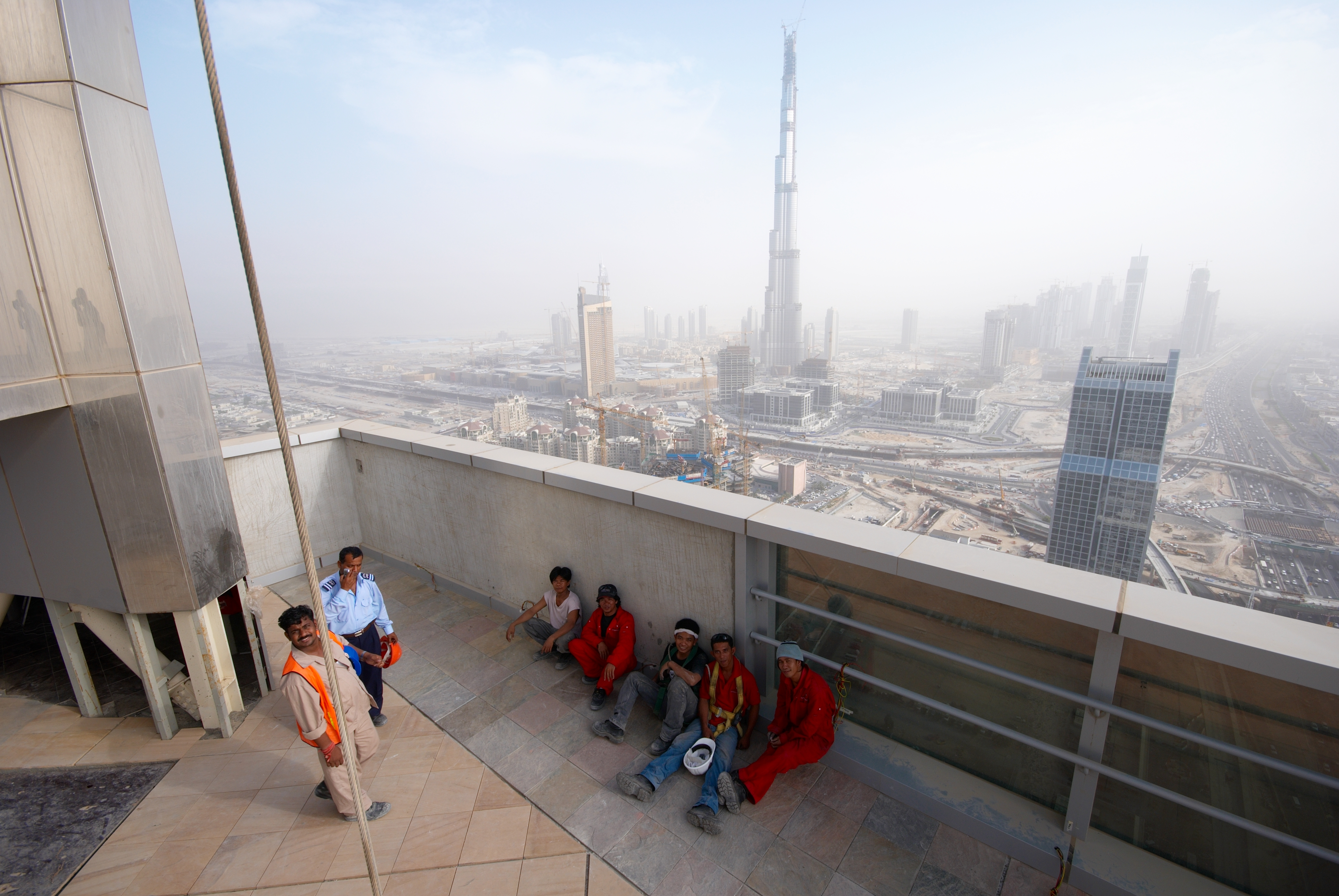
Travailleurs migrants sur un chantier à Dubaï.

L'organisation Human Rights Watch dénonce les nombreux cas de servitude dans lesquelles sont placées des employées de maison de nationalité étrangère.
Jusqu'à récemment, des enfants jockeys étaient utilisés dans les courses de chameaux. La plupart de ces enfants viennent du Pakistan, de l'Inde et d'autres pays voisins. Après une enquête, une nouvelle loi est adoptée qui garantit que les jeunes enfants ne seront plus engagés dans ces courses.
Le 15 mars 2023, entre 2 400 et 2 700 Afghans ont été arbitrairement incarcérés par les autorités des ÉAU dans la « Emirates Humanitarian City » depuis plus de 15 mois.

## Droit à l’éducation
D’après les indications de l’UNICEF, le taux d'alphabétisation de la population s'élève à 90 %. Ce taux s'élève même à 97 % pour les jeunes filles (15-24 ans) et 93,6 % pour les jeunes garçons.